# صالال
صالال هي مقاطعة تم تعيينها حديثًا في صوماليلاند المعترف بها بشكل محدود قبل تشكيلها في منتصف عام 2009، كانت أراضي صالال جزءًا من منطقة عدل.